# STS–134
Az STS–134 jelű küldetés az amerikai űrrepülőgép-program 134., a Endeavour űrrepülőgép 25. repülése, egyben az utolsó küldetése. A 36. űrrepülőgép küldetés a Nemzetközi Űrállomáshoz.

## Jellemzői
A beépített kanadai Canadarm (RMS) manipulátor kart 50 méter kinyúlást biztosított (műholdak indítás/elfogása, külső munkák [kutatás, szerelések], hővédőpajzs külső ellenőrzése) a műszaki szolgálat teljesítéséhez. Az Orbiter Boom Sensor System (OBSS) rendszerrel újabb 15 méterrel meghosszabbították a manipulátor kinyúlási távolságát. Kötelező jelleggel, biztonsági követelmény alapján megvizsgálták az űrrepülőgép külső felületét.

### Mentési terv
Az STS–107 katasztrófáját követően bevezették a mentő űrrepülőgép STS–3xx - (STS–335) (Atlantis)/Szojuz űrhajó készenlétét. A mentő űrrepülőgép négy fővel indulva hozna vissza űrhajósokat, illetve a Szojuz űrhajó két fordulóval tudna az űrállomáson rekedt űrhajósokból állományt menteni. Az Endeavour biztonságos landolását lehetetlenné tevő sérülés vagy meghibásodás esetén a Atlantis STS–335 jelű küldetése kísérelhette volna meg a legénység megmentését legkorábban négy nap múlva.

## Személyzet
(zárójelben a repülések száma az STS–134 küldetéssel együtt)
- Mark Edward Kelly  (4) - Parancsnok
- Gregory Harold Johnson  (2) - Pilóta
- Andrew Jay Feustel  (2) - Küldetésfelelős
- Michael Fincke  (3) - Küldetésfelelős
- Gregory Errol Chamitoff  (2) - Küldetésfelelős
- Roberto Vittori  (3) - Küldetésfelelős - Olasz Űrügynökség (ESA)

### Tartalék személyzet
Frederick Wilford Sturckow az Endeavour űrrepülőgép 25., repülésének parancsnoka.

## Érdekesség
XVI. Benedek pápa a küldetés ideje alatt a Vatikánból rádiókapcsolatba lépett az űrsikló és a Nemzetközi Űrállomás legénységével. Ebben javulást kívánt Mark Kelly parancsnok súlyosan megsebesült feleségének,  Gabrielle Giffordsnak, és azt kérdezte az űrállomás repülési mérnökétől, Paolo Nespolitól, hogyan viselte édesanyja halálát az űr elszigeteltségében.
Az űrhajósok egyenként megköszönték a pápának az együttérzést és válaszoltak egyéb feltett kérdéseire is. Nespoli megköszönte az olasz és az amerikai űrügynökségeknek, hogy lehetővé tették számára a beszélgetést az édesanyjával nem sokkal annak halála előtt.

### Első nap
2011. május 16-án a szilárd hajtóanyagú gyorsítórakéták, Solid Rocket Booster(SRB) segítségével Floridából, a Cape Canaveral (KSC) Kennedy Űrközpontból, a LC39–A (LC–Launch Complex) jelű indítóállványról emelkedett a magasba. Az orbitális pályája 91,17 perces, 51,6 fokos hajlásszögű, elliptikus pálya perigeuma 321 kilométer, az apogeuma 343 kilométer volt. Felszálló tömeg indításkor 121 830 kilogramm, leszálló tömeg 92 240 kilogramm. Szállított hasznos teher 15 770 kilogramm.

## Hasznos teher
1. Az ExPRESS Logistics Carrier (ELC3) platform három egységét szállították. Logisztikai árú (víz, élelmiszer, ruházat, személyes tárgyak, orvosi- eszközök, berendezések, kutatási- kísérleti anyagok és eszközök) szállítása. Felületén kutatási, kísérleti, tartalék anyagok- és eszközök, támogató berendezések vannak elhelyezve.
2. Alpha Magnetic Spectrometer-2 (AMS) – Alfa-mágneses spektrométert eredetileg 2010 nyarán tervezeték küldeni, de az AMS hibája miatt most hajtották végre.
3. Kettő S -sávú távközlési antenna.
4. Amerikai Védelmi Minisztérium Department of Defense (DoD) – rendszerek és anyagok tesztelése.
5. Az űrállomáson hagyták az Orbiter Boom Sensor System (OBSS) rendszert, ami a manipulátor kinyúlási távolságát újabb 15 méterrel meghosszabbította.
6. Visszafelé bepakolták a csomagoló anyagokat, kutatási eredményeket, a szemetet.

## Űrséták
Első űrséta (kutatás, szerelés) alatt az ELC–2 platformra több új kísérleti csomagot helyeztek, visszanyerték a 2009-ben telepített csomagokat. Újratöltöttek egy ammónia tartályt, elvégezték a szükséges karbantartást. Vezeték nélküli kommunikációs antennát telepítettek. Előkészítették a második űrséta munkálatait.
Második alatt folytatták az ammónia tartályok feltöltését. Karbantartást (beállítás, olajozás) végeztek a napelem forgatását biztosító moduloknál (SARJs).
Harmadik EVA alatt, az időszerű karbantartás végrehajtásához ismét használták Canadarm2 (SSRMS) manipulátor kart. Befejezte a vezeték nélküli videó rendszer telepítését.
Negyedik alatt raktározták az Orbiter Boom Sensor System (OBSS) rendszert.Karbantartási munkálatokat végeztek.
(zárójelben a dátum és az időtartam)
- EVA 1: Andrew Feustel és Gregory Chamitoff (2011. május 20., 6 óra 19 perc)
- EVA 2: Andrew Feustel és Michael Fincke (2011. május 22., 8 óra 27 perc)
- EVA 3: Andrew Feustel és Michael Fincke (2010. május 25., 6 óra 54 perc)
- EVA 4: Michael Fincke és Gregory Chamitoff (2011. május 27., 7 óra 24 perc)

## Tizenötödik nap
A dokkolás megszűnésével az űrrepülőgép lassú sodródása következett, 450 méter távolságban indították a főmotorokat.
2011. június 1-jén a Kennedy Űrközponton (KSC) kiinduló bázisán szállt le. Összesen 15 napot, 17 órát, 38 percet és 51 másodpercet töltött a világűrben. 10 477 185 kilométert (6 510 221 mérföldet) repült, 241 alkalommal kerülte meg a Földet.